# Monument à l'Alsace et à la Lorraine d'Aix-les-Bains
Le monument à l'Alsace et à la Lorraine est une sculpture située dans une arrière-cour de la ville d'Aix-les-Bains en Savoie. Cette sculpture est l’œuvre d'Alfred Boucher qui a notamment créé le monument aux morts d'Aix-les-Bains et celui de La Tour-du-Pin.
Cette sculpture semble être un projet destiné au monument commémoratif d'Aix qui n'a pas été retenu puisque cette allégorie y est intégrée mais en plain-pied,.

## Présentation
La sculpture représente deux figures féminines de paysannes symbolisant l'Alsace et la Lorraine, reconnaissables à leurs coiffes. Dessous, il gravé ALSACE et LORRAINE avec un rajout ultérieur 1999 a priori la date d'installation à cet endroit.

### Historique
Le monument est inscrit au titre des monuments historiques le 24 mai 2019,. Il fait partie d'un ensemble de 40 monuments aux morts de la région Auvergne-Rhône-Alpes protégés à cette date pour leur valeur architecturale, artistique ou historique avec également le monument aux morts d'Aix-les-Bains.